# Gymnadenia widderi
Gymnadenia widderi är en orkidéart som först beskrevs av Herwig Teppner och Erich Klein, och fick sitt nu gällande namn av Herwig Teppner och Erich Klein. Gymnadenia widderi ingår i släktet brudsporrar, och familjen orkidéer. IUCN kategoriserar arten globalt som starkt hotad. Inga underarter finns listade i Catalogue of Life.

## Bildgalleri

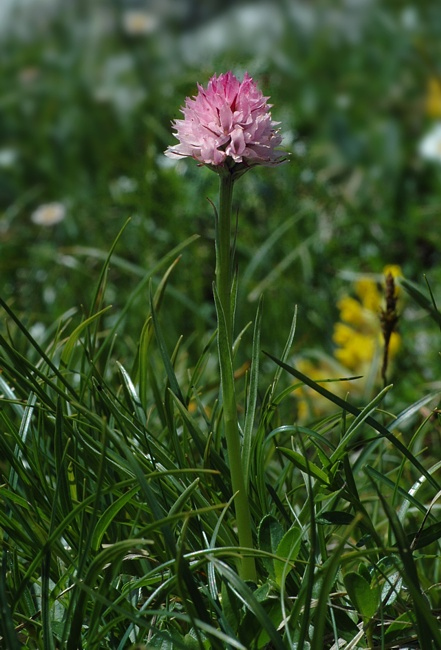
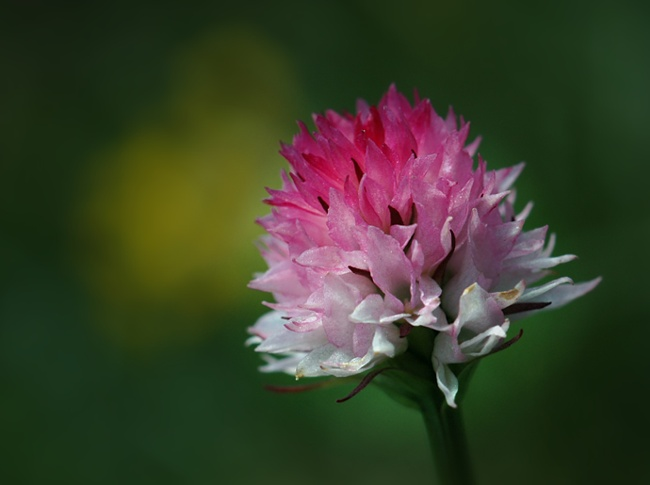
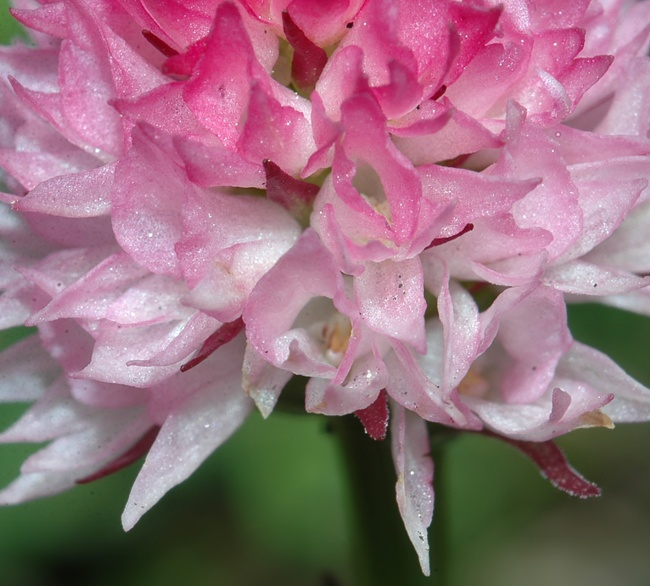
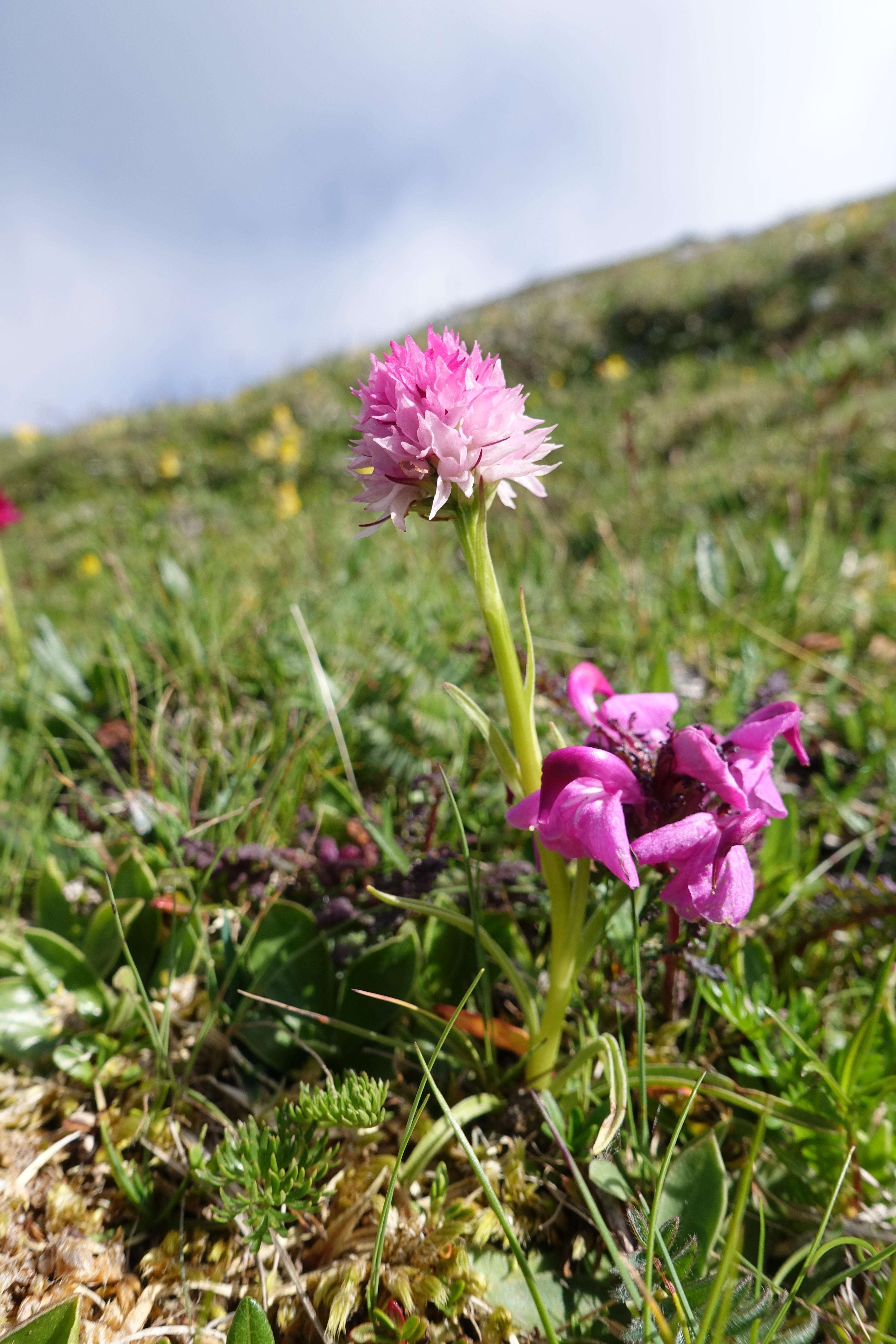